# Sourvein
Sourvein est un groupe de sludge metal américain, originaire de Wilmington, cap Fear, en Caroline du Nord. Le groupe compte quatre albums ainsi que de nombreux EPs et splits. Parmi les musiciens ayant joué dans ce groupe on trouve plusieurs membres de Buzzov•en ainsi que la guitariste d'Electric Wizard Liz Buckingham et l'ancien batteur de The Gates of Slumber Cool Clyde.

## Biographie
Sourvein est formé à Wilmington, cap Fear, en Caroline du Nord, en 1993. Son unique membre permanent est le chanteur T-Roy. Au début des années 2000, Sourvein mêle des riffs de guitare à la Black Sabbath à un style vocal proche du death metal. Liz Buckingham (Electric Wizard) est recrutée en 1998. À cette période, le groupe quitte Wilmington pour se relocaliser à La Nouvelle-Orléans. Entre les années 1990 et 2000, Sourvein, qui change régulièrement de batteurs, voit passer Jimmy Bower (de Eyehategod, Crowbar, et Down) et Slim Spencer (ex-Mason Dixon Overdrive) avant de recruter Henry Vazquez. JC, l'un des anciens bassistes de Sourvein sera remplacé par Miguel Veliz lorsque le groupe se relocalisera au Texas. 
En 2001, Sourvein signe avec Man's Ruin Records, un label principalement axé vers le stoner rock, le metal alternatif, et le punk. Cependant, rien ne se transmet depuis Man's Ruin ; le label fait face à des problèmes financiers, forçant Sourvein à chercher un autre label. En 2002, Sourvein signe avec le label Southern Lord Records et enregistre l'album Will to Mangle la même année. L'EP Emerald Vulture (2005) est précédé par deux splits avec Church of Misery. Deux EP, Ghetto Angel et Imperial Bastard sont publiés en 2007 et 2008, respectivement. En 2008, ils signent avec le label Candlelight Records.
En 2011, ils publient leur album Black Fangs,,. En février 2011, ils annoncent leur participation à la tournée Disturbing the Peace Tour 2011 de Jucifer. En octobre 2013, la mort du bassiste Mike Boone est révélé. D'après le groupe, il serait mort dans son sommeil. « On est désolé, mais le restant de nos concerts seront annulés. On remercie nos fans et on promet de revenir dans un futur assez proche. » Le 29 mars 2014, le groupe publie un split avec Graves at Sea.
Le chanteur de Lamb of God Randy Blythe  ainsi que Mike Dean et Reed Mullin de Corrosion of Conformity font partie des invités apparaissant sur leur album Aquatic Occult, sorti en 2016,.

## Membres

### Membres actuels
- T-Roy (Hail!Hornet) - chant (depuis 1993)
- King James - basse
- Ramzi Ateyeh (Buzzov•en) - batterie

### Anciens membres
- « Dixie » Dave Collins (Buzzov•en, Hail!Hornet, Bongzilla) - basse
- Dan Luper - basse
- Miguel Veliz (Graves at Sea, Blood of the Sun) - basse
- Boone Doom - basse (?-2013)
- Henry Vasquez (Saint Vitus, Blood of the Sun) - batterie
- Hotlanta Cojones - batterie
- Cool Clyde (The Gates of Slumber) - batterie
- Slim Spencer  - batterie
- Jeffrie « Kong » Moen - batterie
- Mike « Sleepy » Floyd (Buzzov•en) - guitare (?-2011)
- Oj Yogi - guitare
- Will Sprague - guitare
- Josh « JC Fari » Crapo - guitare (1993-2001, 2003-2006, 2011-?)
- Liz Buckingham (Electric Wizard) - guitare (1998-2003)
- Ashley Williamson (Buzzov•en) - batterie (2010)
- Joel Martin - guitare (2013-?)

## Discographie

### Albums studio
- 2000 : Sourvein
- 2002 : Will to Mangle
- 2011 : Black Fangs
- 2016 : Aquatic Occult